# Haifa (película)
Haifa es una película coproducción de Palestina, Alemania y Holanda filmada en colores dirigida por Rashid Masharawi sobre su propio guion  que se estrenó en 1996 y tuvo como actores principales Mohammed Bakri, Ahmad Abu Sal’oum, Hiam Abbass y Nawal Zaqout.

## Sinopsis
La acción del filme transcurre cuando la autonomía negociada para Palestina en 1994 hace que se vea posible llegar a la paz entre palestinos e israelíes. Haifa vive en un campo de refugiados y es considerado “el loco del pueblo”, lo recorre constantemente y así se entera de muchas de las cosas que allí suceden. Tiene un vínculo amistoso con la familia de Abu Said, un antiguo policía que espera volver a su cargo si se produce un cambio político. Su esposa Oum Said aguarda con ansiedad que su hijo mayor Said salga de prisión y, mientras tanto, le busca una esposa que asegure su porvenir. Sus otros hijos son el cínico y desesperanzado Siad y Sabah, la hija de doce años que ve el costado romántico de la vida.

## Reparto
Intervinieron en la película los siguientes intérpretes:
- Mohammed Bakri …Haifa
- Ahmad Abu Sal’oum …Abu Said
- Hiam Abbass…Oum Said
- Nawal Zaqout…Sabah
- Fadi El-Ghoul…Siad
- Areen Omari …Samira
- Khaled Awad…Abbas
- George Ibrahim…Cartero
- Mariam El-Hin …tía de Haifa
- Mahmoud Qadah …Said
- Hussam Abu Eisheh…barbero
- Samer Abu Eisheh… hijo del barbero
- Younis Younis…	...	Younis
- Osama Masri… reparador del televisor
- Samyah Bakri… madre de la posible novia

## Premios y nominaciones
La película integró la selección oficial de la sección Un certain regard  del Festival de Cine de Cannes en 1996.
Festival Internacional de Cine de El Cairo
- Haifa ganadora del Premio a la Mejor Película Árabe en 1995.[2];Festival Medifilm 1995 (Roma)
- Haifa ganadora del Premio a la Mejor Creación Artística.[2]

Festival Internacional de Cine de Cartago (Túnez)
- Haifa ganadora del Premio de Bronce.[2]

Festival Internacional de Cine de Barcelona
- Mohammed Bakri, ganador del Premio al Mejor Actor por su participación en 'Haifa en 1995

Festival Internacional de Cine de Jerusalem
- Haifa ganadora del Premio a la Mejor Película extranjera en 1995.[2]